# Vidzeme norte

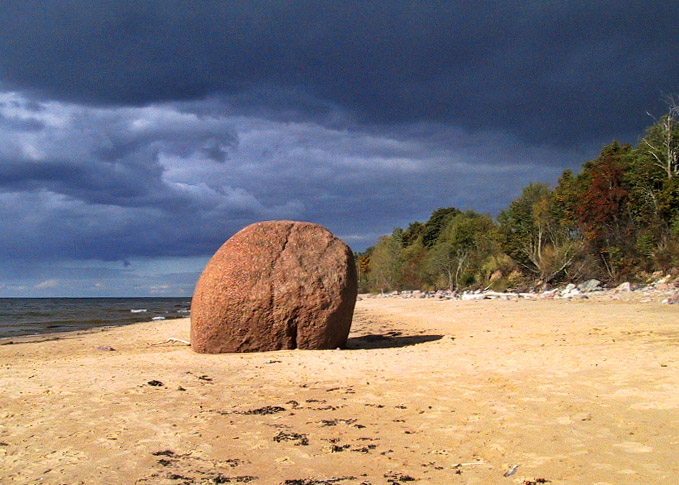
Piedra de Lauci en la playa de Vidzeme.

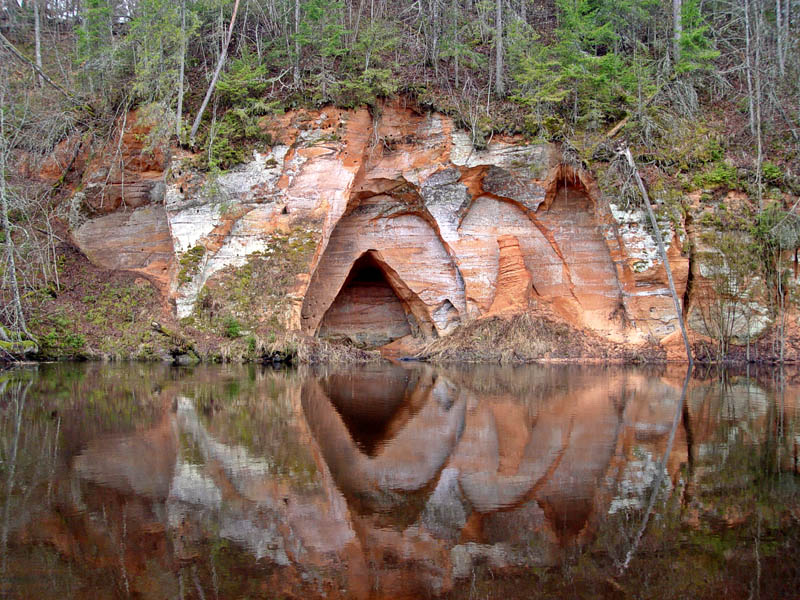
Gruta de Engeli (Eņģeļu ala) en el río Salaca River.

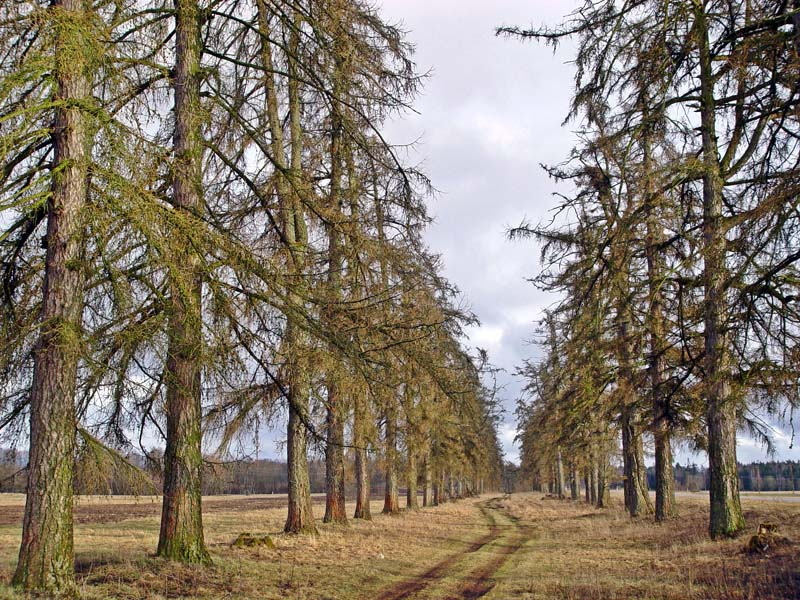
Histórica carretera elevada de alerce cerca del pueblo de Matisi.

La reserva de la biosfera de Vidzeme norte (en letón, Ziemeļvidzemes biosfēras rezervāts) es la única reserva de la biosfera de Letonia, ubicada en la parte septentrional del país a lo largo de la frontera con Estonia. Abarca 53 kilómetros de litoral en el golfo de Riga. Tiene una superficie de 4.576 km² (aproximadamente el 6% de Letonia) que se corresponde con las cuencas hidráulicas de los ríos Salace, Svetupe y Vitrupe. De esta superficie son santuarios 184,4 km², zonas de protección del paisaje 1.600 km², zonas neutrales 1.625,6 km² y litoral marino hasta la profundidad de 10 metros, 1.160 km². En cuanto a la altura sobre el nivel del mar, está entre 0 y 127 m

## Características
El paisaje se caracteriza por tener más de sesenta lagos que superan las tres hectáreas de superficie. También hay colinas de origen glaciar y llanuras. La parte costera está formada por playas arenosas, prdos costeros y áreas de rocas desnudas. 
Los principales ecosistemas son bosques templados de coníferas y bosques mixtos. Están representados todos los tipos forestales de Letonia, altas ciénagas, macizas dunas litorales, prados litorales, playas prístinas, corrientes y lagos naturales, y acantilados de arenisca.
La reserva incluye la multitud de hábitats diversos, tanto naturales como seminaturales, esto incluye vastas áreas de paisaje primigenio y tradicional. El área abarca 51 zonas protegidas menores. Desde el punto de vista turístico, los lugares más interesantes de la reserva de la biosfera de Vidzeme norte son:
- El río Salaca - con una corriente rápida, múltiples acantilados de arenisca y cuevas, propias para un viaje en barco de varios días. Un destino popular para el turismo local es la ciudad de Mazsalaca donde el río Salaca tiene un impresionante cañón que incluye un acantilado de eco famoso localmente - Skaņaiskalns. Las cuevas naturales más grandes de Letonia se encuentran en Salaca.
- La playa de Vidzeme - playa arenosa prístina con acantilados de arenisca, cascadas, cantos rodados;
- Lago Burtnieks

## Historia
En 1990 el gobierno letón creó el complejo de conservación natural regional de Vidzeme norte en los límites de la actual reserva de la biosfera. Se creó una administración con su sede en la ciudad de Salacgrīva y comenzó un trabajo de planeamiento activo para la creación de la primera reserva de la biosfera en el país. El proyecto fue ambicioso porque la nueva zona protegida natural se llevaba aproximadamente el 6% del territorio de Letonia, incluyendo múltiples ciudades, industrias y objetos de infraestructura.
La reserva de la biosfera de Vidzeme norte oficialmente fue creado el 11 de diciembre de 1997, es parte de la Red mundial de reservas de la biosfera.

## Administración
La administración se encuentra en la ciudad litoral de Salacgrīva, en el edificio histórico rediseñado. El personal - 11 personas. Algunos miembros del personal se encuentran en otras zonas de la vasta reserva.